# Труженик (Вологодская область)
Труженик — деревня в Череповецком районе Вологодской области.
Входит в состав Нелазского сельского поселения, с точки зрения административно-территориального деления — в Нелазский сельсовет.
Расстояние по автодороге до районного центра Череповца — 41 км, до центра муниципального образования Шулмы — 5 км. Ближайшие населённые пункты — Плешаново, Михайлово, Крутец.
По переписи 2002 года население — 15 человек.